# جورج فورث
جورج فورث (انگلیسی: George Furth؛ ۱۴ دسامبر ۱۹۳۲ – ۱۱ اوت ۲۰۰۸) لیبرتو، نمایش‌نامه‌نویس، هنرپیشه اهل ایالات متحده آمریکا بود.
از فیلم‌ها یا برنامه‌های تلویزیونی که وی در آن نقش داشته‌است می‌توان به بوچ کسیدی و ساندنس کید، زین‌های شعله‌ور، فرودگاه ۷۷، شامپو، بازی‌ها و مردی با دو مغز اشاره کرد.